# جرمی زاگ
جرمی زگ (به انگلیسی: Jeremy Zag) (زاده ۲۴ مارس ۱۹۸۵) یک کارآفرین، تهیه‌کننده، کارگردان و آهنگساز فرانسوی برای فیلم‌ها، سریال‌های تلویزیونی و سرگرمی‌های دیجیتال است.
وی  بنیانگذار و مدیر عامل شرکت زگ است، یک شرکت «فناوری و اسباب‌بازی» متخصص در فرانچایزهای سرگرمی کودکان و خانوادگی. بخش‌های متعدد آن شامل شرکت‌های تولید و استودیوهای انیمیشن واقع در اروپا، ایالات متحده و آسیا است که سریال‌های تلویزیونی، فیلم‌ها و بازی‌ها را توسعه می‌دهند.
بخش‌های دیگر عبارتند از پارک‌ها و استراحتگاه‌های زگ، و بنیاد خیریه زگ. زگ همچنین رئیس فدراسیون جهانی کاراته و شوتوکان در منطقه لس آنجلس و کالیفرنیا است و کاراته را به دانش آموزان در سراسر جهان آموزش می‌دهد.